# Représentations diplomatiques en République du Somaliland
Il existe plusieurs représentations diplomatiques en république du Somaliland :

## Missions

### Actuelles
- Danemark (bureau à Hargeisa)[1]
- Éthiopie (consulat à Hargeisa)[2]
- Taïwan (bureau de représentation à Hargeisa)[3]

### Anciennes
- Kenya (bureau de liaison à Hargeisa)[4]